# Séminaire Saint-Joseph de Mont-Laurier
Le séminaire Saint-Joseph Mont-Laurier  est un Séminaire situé à Mont-Laurier qui fut fondé par Joseph-Eugène Limoges. Le bâtiment qui existe encore aujourd’hui fut construit en 1930 mais fut précédé du collège de Nominingue (1910). Il offrait plusieurs niveaux d'éducation dont le cours classique, le cours commercial, une école d'arts et métiers.

## Particularités
Le séminaire de Mont-Laurier fut construit dans une des régions ouvertes pour la colonisation à la suite du plan Vautrin sous la supervision du ministère de la Colonisation et du clergé local. De nombreuses écoles de différents niveaux furent jointes au système éducatif de la région afin de combler les besoins des études élémentaires et supérieures. Une école d'arts et métiers fut instaurée dans le séminaire ainsi que d’autres programmes d'études, agriculture et commercial. En 1927, la dix-septième école normale est inaugurée.
D'autres régions furent développées sur le même principe afin d'éviter l'exode des travailleurs vers les États-Unis ou l'Ouest canadien. Le Saguenay–Lac-Saint-Jean et le Bas-Saint-Laurent, entre autres, furent développés de de la même façon.